# Herbert Fröhlich (Musiker)
Herbert Gustav Albert Fröhlich (* 14. Dezember 1901 in Danzig; † nach 1940) war ein deutscher Kapellmeister, Geiger, Arrangeur und Komponist, der auch unter den Pseudonymen Herbert Glad und O. A. Evans in Erscheinung trat.

## Leben und Wirken
Fröhlich, der Violine und auch Bratsche spielte, kam Anfang der 1920er-Jahre nach Berlin, wo er unter dem Pseudonym O. A. Evans als Unterhaltungsmusiker auftrat. Außerdem nahm er amerikanische Schlager und Jazztitel auf; die frühesten Aufnahmen entstanden 1924 auf Homokord als Kapelle Evans. Mit einer Studioband spielte er 1927 als Herbert-Glad-Kapelle für Tri-Ergon mehrere Jazzkompositionen ein, wie Black Stomp, Pamplona Stomp, Hot Notes, Alabama Stomp und Jelly Roll Mortons Black Bottom Stomp. Im Sommer 1928 nahm er für das Vox-Label weitere zehn Titel auf, diesmal jedoch unter eigenem Namen. In den 1920er-Jahren trat Fröhlich in Berliner Hotels, Ballhäusern und bei Tanzveranstaltungen auf; außerdem betätigte er sich mit als Komponist und Arrangeur jazz-orientierter Tanz- und Unterhaltungsmusik. So entstanden auch Orchesterbearbeitungen für das Jazz-Sinfonie-Orchester von Mitja Nikisch. Außerdem arbeitete er als Orchesterleiter für den Lindström-Konzern; wobei auch seine Komposition Mr. Evans entstand, veröffentlicht als O.A. Evans.
1929 begann Herbert Fröhlich  beim Deutschlandsender und dem Reichssender Berlin mit seinem Unterhaltungs-Quintett zu arbeiten. In dieser Zeit nahm er für das neu gegründete Label Kristall auf. Nach einem Intermezzo bei Imperial stand er dann bei Clangor unter Vertrag, was bis 1940 währte. Fröhlich wurde in den beiden antisemitischen Publikationen Judentum und Musik (Hans Brückner/Rock) 1938 und Lexikon der Juden in der Musik (Theo Stengel/Herbert Gerigk) 1941 aufgeführt.